# ジャスト・テイク・マイ・ハート
『ジャスト・テイク・マイ・ハート』（Just Take My Heart）は、アメリカのハードロックバンド、MR. BIGが1992年5月25日に日本限定で発売された2作目のシングルである。

## 内容
- 2ndアルバム『リーン・イントゥ・イット』からリードトラックとしたシングルで、収録曲すべてがバラードナンバーで構成された企画盤。
- 1stアルバム『MR. BIG』から1曲、2ndアルバム『リーン・イントゥ・イット』から2曲、ライブ音源1曲の合計4曲が収録されている。

## 収録曲
1. Just Take My Heart
2ndアルバム『リーン・イントゥ・イット』より。アルバム音源と同一。
2. To Be With You
1991年9月26日、東京NHKホールでのライブヴァージョン。
ライブ映像『ライヴ・アンド・キッキン』にも収録されているが（ただし会場は同じだが、公演日が異なる）、CD音源としてはこのシングルにしか収録されていない。なお普段はアコギで演奏されているが、ライブ当日に不具合が生じたため、この音源ではエレキでの演奏となっており、その点でも貴重な音源といえる。
3. To Be With You
2ndアルバム『リーン・イントゥ・イット』より。アルバム音源と同一。
4. Anything For You
1stアルバム『MR. BIG』より。アルバム音源と同一。